# Halikkoviken

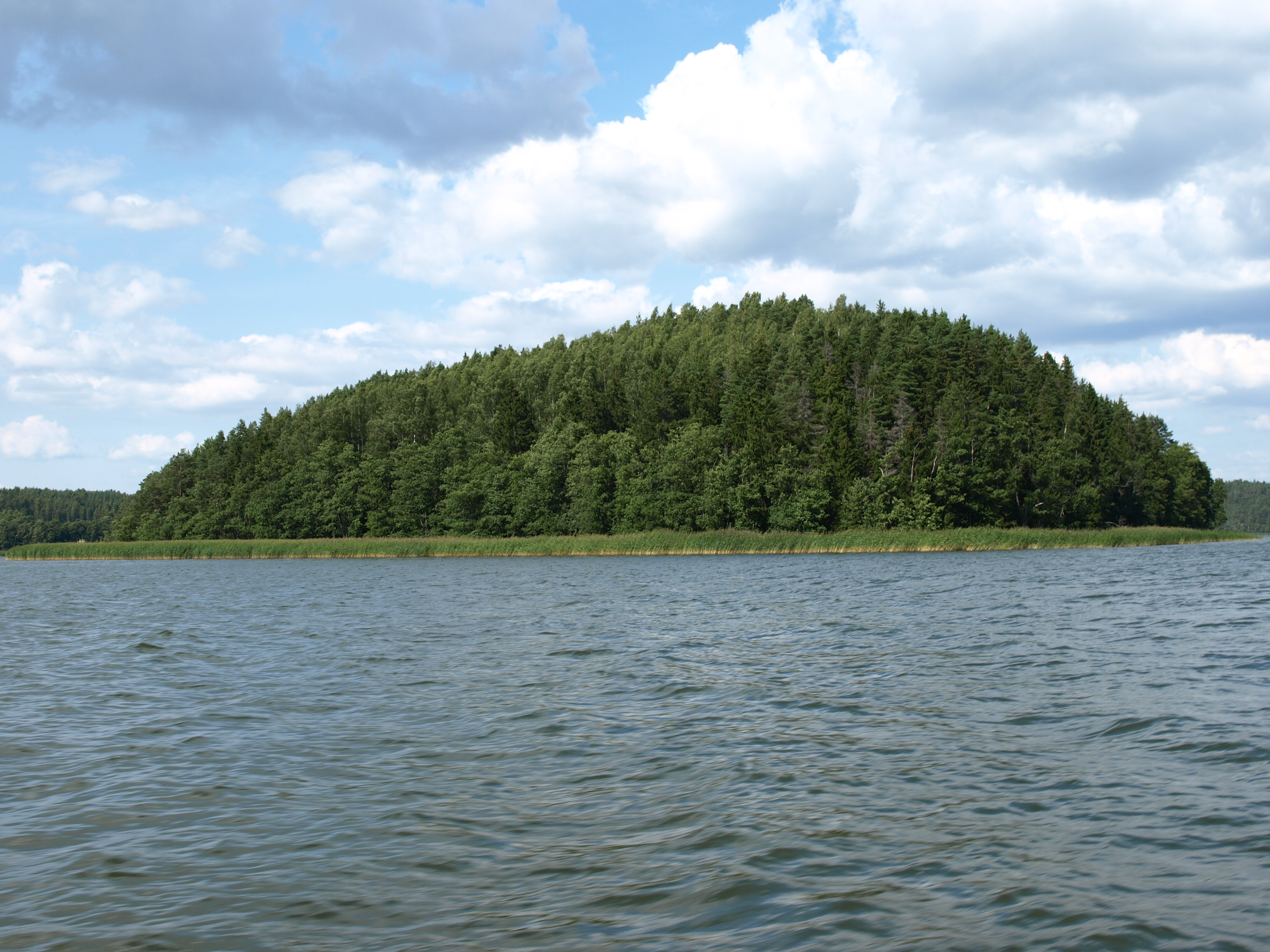
Kaisaari i Halikkoviken.

Halikkoviken (finska: Halikonlahti) är en havsvik, som ligger öster och norr om  Kimitoön i Finland. Den breda delen av viken kallas Viurilanlahti.
Åarna Halikko å, Uskela å och Purila å mynnar ut i viken. I dess innersta del ligger staden Salo. I början av 1000-talet sträckte sig viken in till den dåvarande handelsplatsen Rikala i närheten av nuvarande Halikko kyrka.
Halikkoviken är ungefär 40 kilometer lång. Två smala sund, Kimitoström och Sandöström, förenar Halikkoviken med Skärgårdshavet. Viken har varit en viktig vattenled, längs vilken man kunde segla långt in i landet. Med landhöjningen har varvsindustrin och fartygstrafiken, inklusive färjetrafiken, fått svårigheter. 